# کاتاژینا کبرو

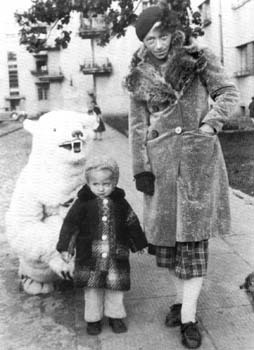
کاتاژینا کبرو به همراه دخترش در سال ۱۹۳۸

کاتاژینا کبرو (۲۶ ژانویه ۱۹۸۹–۲۱ فوریه ۱۹۵۱) مجسمه‌ساز آوانگارد لهستانی و نماینده برجسته جنبش سازه‌گرایی در لهستان بود. او پیشگام مجسمه‌سازی انتزاعی چند بعدی بود و با رد زیبایی‌شناسی و برای یک‌پارچگی ریتم فضا و تصویر پیشرفت‌های علمی در هنر بصری با جدیت کوشید. او در مسکو در خانواده‌ای با میراثی آلمانی و روسی به دنیا آمد. در دهه ۱۹۲۰ به لهستان مهاجرت کرد جایی که بیشترین آثارش را در آنجا آفرید. او به همراه همسرش ولادیسلاو استرزمینسکی با ترکیب عناصر پیش‌ساخته و محصولات صنعتی یا ساخته دست بشر، مجسمه ساخت و بر روی مفهوم فضا کار کرد.

## پیشینه
کاتاژینا کبرو در ۲۶ ژانویه ۱۹۸۹ در مسکو در زمان امپراتوری روسیه در یک خانواده چندفرهنگی به دنیا آمد. پدرش نیکولای الکساندر مایکل فون‌کوبرو از آلمانی‌های بالتیک اهل لتونی امروزی بود و مادرش اوگنیا روزانوف روس بود. او سال‌های اولیه زندگی‌اش را در شهر ریگا گذراند، سپس در سال ۱۹۱۵ با خانواده‌اش به مسکو رفت. از سال ۱۹۱۷ تا ۱۹۲۰ در مدرسه نقاشی، مجسمه‌سازی و معماری مسکو درس خواند. او در کنار کازیمیر مالویچ، اولگا روزانووا، ولادیمیر تاتلین و الکساندر رودچنکو عضو اتحادیه هنرمندان مسکو بود.

## ایجاد گروه هنرمندان آوانگارد
او در سال ۱۹۲۰ با ولادیسلاو استرزمینسکی هنرمند لهستانی ازدواج کرد و در آغاز سال ۱۹۲۲ به لهستان گریخت و در سال ۱۹۲۴ تابعیت لهستانی گرفت. این زوج ابتدا در شهر کوچک چکوچینی زندگی خود را شروع کردند و بعد از آن به شهر کولوشکی رفتند و به عنوان معلم کار خود را آغاز کردند. کوبرو در سال ۱۹۲۶ با چند نفر از معماران، گروه پراسنس را بنیان گذاشت ولی در سال ۱۹۲۹ به خاطر اختلاف نظر این گروه را ترک کرد.
کاتارزینا کوبر بعداً همراه با استرزمینسکی نقاش، هنریک استاژوسکی و یان برژکوفسکی و یویلیان پژیبوش شاعر، گروهی را ایجاد کرد که در ابتدا به عنوان هنرمندان انقلابی یا آوانگارد واقعی شناخته می‌شد. او نقش مهمی در تأسیس موزه هنر در شهر لودز داشت. او و همسرش در سال ۱۹۳۲ به گروه ابسترکشن کرییشن پیوستند. او در سال ۱۹۳۷ به همراه ژان آرپ، مارسل دوشان و لازلو موهولی-ناگی مانیفست ابعادگرا را منتشر کرد.